# Critérium du Dauphiné 2017
69. edycja kolarskiego wyścigu Critérium du Dauphiné odbyła się w dniach 4-11 czerwca 2017 roku. Trasa tego francuskiego, wieloetapowego wyścigu liczyła osiem etapów, o łącznym dystansie 1 155 km. Wyścig zaliczany był do rankingu światowego UCI World Tour 2017.

## Uczestnicy
Na starcie wyścigu stanęło 22 ekip. Wśród nich znalazło się osiemnaście ekip UCI World Tour 2017 oraz cztery inne zaproszone przez organizatorów.
Lista drużyn uczestniczących w wyścigu:
| Numery  | Kod | Drużyna            |
| ------- | --- | ------------------ |
| 1-8     | SKY | Team Sky           |
| 11-18   | ALM | Ag2r-La Mondiale   |
| 21-28   | QST | Quick-Step Floors  |
| 31-38   | BMC | BMC Racing Team    |
| 41-48   | TFS | Trek-Segafredo     |
| 51-58   | MOV | Movistar Team      |
| 61-68   | ORS | Orica-Scott        |
| 71-78   | AST | Astana Pro Team    |
| 81-88   | TLJ | Team LottoNL-Jumbo |
| 91-98   | COF | Cofidis            |
| 101-108 | LTS | Lotto Soudal       |

| Numery  | Kod | Drużyna                      |
| ------- | --- | ---------------------------- |
| 111-118 | FDJ | FDJ                          |
| 121-128 | KAT | Team Katusha-Alpecin         |
| 131-138 | SUN | Team Sunweb                  |
| 141-148 | TBM | Bahrain-Merida               |
| 151-158 | CDT | Cannondale-Drapac            |
| 161-168 | DEN | Direct Énergie               |
| 171-178 | DDD | Dimension Data               |
| 181-188 | UAD | UAE Team Emirates            |
| 191-198 | BOH | Bora-Hansgrohe               |
| 201-208 | WGG | Wanty-Groupe Gobert          |
| 211-218 | DMP | Delko-Marseille Provence KTM |

## Etapy
| Etap | Data       | Start - Meta                         | km    | Typ         | Zwycięzca etapu | Lider           |
| ---- | ---------- | ------------------------------------ | ----- | ----------- | --------------- | --------------- |
| 1    | 4 czerwca  | Saint-Étienne – Saint-Étienne        | 170,5 | Pagórkowaty | Thomas De Gendt | Thomas De Gendt |
| 2    | 5 czerwca  | Saint-Chamond – Arlanc               | 171   | Pagórkowaty | Arnaud Démare   | Thomas De Gendt |
| 3    | 6 czerwca  | Le Chambon-sur-Lignon – Tullins      | 184   | Płaski      | Koen Bouwman    | Thomas De Gendt |
| 4    | 7 czerwca  | Tour-du-Pin – Bourgoin-Jallieu       | 23,5  | ITT         | Richie Porte    | Thomas De Gendt |
| 5    | 8 czerwca  | La Tour-de-Salvagny – Mâcon          | 175,5 | Płaski      | Phil Bauhaus    | Thomas De Gendt |
| 6    | 9 czerwca  | Parc des Oiseaux – La Motte-Servolex | 147,5 | Pagórkowaty | Jakob Fuglsang  | Richie Porte    |
| 7    | 10 czerwca | Aosta – L’Alpe d’Huez                | 168   | Górski      | Peter Kennaugh  | Richie Porte    |
| 8    | 11 czerwca | Albertville – Plateau de Solaison    | 115   | Górski      | Jakob Fuglsang  | Jakob Fuglsang  |

### Etap 1 - 04.06: Saint-Étienne - Saint-Étienne, 170,5 km
| #   | Zawodnik           | Zespół | Czas       |
| --- | ------------------ | ------ | ---------- |
| 1.  | Thomas De Gendt    | LTS    | 4h 17' 04" |
| 2.  | Axel Domont        | ALM    | + 44"      |
| 3.  | Diego Ulissi       | UAE    | + 57"      |
|     |                    |        |            |
| 48. | Michał Kwiatkowski | SKY    | + 59"      |

| #   | Zawodnik           | Zespół | Czas       |
| --- | ------------------ | ------ | ---------- |
| 1.  | Thomas De Gendt    | LTS    | 4h 16' 54" |
| 2.  | Axel Domont        | ALM    | + 48"      |
| 3.  | Diego Ulissi       | UAE    | + 1' 03"   |
|     |                    |        |            |
| 48. | Michał Kwiatkowski | SKY    | + 1' 09"   |

### Etap 2 - 05.06: Saint-Chamond - Arlanc, 171 km
| #   | Zawodnik           | Zespół | Czas       |
| --- | ------------------ | ------ | ---------- |
| 1.  | Arnaud Démare      | FDJ    | 4h 13' 53" |
| 2.  | Alexander Kristoff | KAT    | + 0"       |
| 3.  | Nacer Bouhanni     | COF    | + 0"       |
|     |                    |        |            |
| 26. | Michał Kwiatkowski | SKY    | + 0"       |

| #   | Zawodnik           | Zespół | Czas       |
| --- | ------------------ | ------ | ---------- |
| 1.  | Thomas De Gendt    | LTS    | 8h 30' 47" |
| 2.  | Axel Domont        | ALM    | + 48"      |
| 3.  | Diego Ulissi       | UAE    | + 1' 03"   |
|     |                    |        |            |
| 22. | Michał Kwiatkowski | SKY    | + 1' 09"   |

### Etap 3 - 06.06: Le Chambon-sur-Lignon - Tullins, 184 km
| #   | Zawodnik            | Zespół | Czas       |
| --- | ------------------- | ------ | ---------- |
| 1.  | Koen Bouwman        | TLJ    | 4h 06' 06" |
| 2.  | Evaldas Šiškevičius | DMP    | + 0"       |
| 3.  | Frederik Backaert   | WGG    | + 0"       |
|     |                     |        |            |
| 39. | Michał Kwiatkowski  | SKY    | + 11"      |

| #   | Zawodnik           | Zespół | Czas        |
| --- | ------------------ | ------ | ----------- |
| 1.  | Thomas De Gendt    | LTS    | 12h 37' 04" |
| 2.  | Axel Domont        | ALM    | + 48"       |
| 3.  | Diego Ulissi       | UAE    | + 1' 03"    |
|     |                    |        |             |
| 21. | Michał Kwiatkowski | SKY    | + 1' 09"    |

### Etap 4 - 07.06: Tour-du-Pin - Bourgoin-Jallieu, 23,5 km
| #   | Zawodnik           | Zespół | Czas     |
| --- | ------------------ | ------ | -------- |
| 1.  | Richie Porte       | BMC    | 28' 07"  |
| 2.  | Tony Martin        | KAT    | + 12"    |
| 3.  | Alejandro Valverde | MOV    | + 24"    |
|     |                    |        |          |
| 73. | Michał Kwiatkowski | SKY    | + 2' 25" |

| #   | Zawodnik           | Zespół | Czas        |
| --- | ------------------ | ------ | ----------- |
| 1.  | Thomas De Gendt    | LTS    | 13h 05' 53" |
| 2.  | Richie Porte       | BMC    | + 27"       |
| 3.  | Alejandro Valverde | MOV    | + 51"       |
|     |                    |        |             |
| 44. | Michał Kwiatkowski | SKY    | + 2' 52"    |

### Etap 5 - 08.06: La Tour-de-Salvagny - Mâcon, 175,5 km
| #   | Zawodnik           | Zespół | Czas       |
| --- | ------------------ | ------ | ---------- |
| 1.  | Phil Bauhaus       | SUN    | 4h 04' 32" |
| 2.  | Arnaud Démare      | FDJ    | + 0"       |
| 3.  | Bryan Coquard      | DEN    | + 0"       |
|     |                    |        |            |
| 24. | Michał Kwiatkowski | SKY    | + 0"       |

| #   | Zawodnik           | Zespół | Czas        |
| --- | ------------------ | ------ | ----------- |
| 1.  | Thomas De Gendt    | LTS    | 17h 10' 25" |
| 2.  | Richie Porte       | BMC    | + 27"       |
| 3.  | Alejandro Valverde | MOV    | + 51"       |
|     |                    |        |             |
| 40. | Michał Kwiatkowski | SKY    | + 2' 52"    |

### Etap 6 - 09.06: Parc des Oiseaux - La Motte-Servolex, 147,5 km
| #   | Zawodnik           | Zespół | Czas       |
| --- | ------------------ | ------ | ---------- |
| 1.  | Jakob Fuglsang     | AST    | 3h 41' 48" |
| 2.  | Richie Porte       | BMC    | + 0"       |
| 3.  | Chris Froome       | SKY    | + 0"       |
|     |                    |        |            |
| 35. | Michał Kwiatkowski | SKY    | + 5' 59"   |

| #   | Zawodnik           | Zespół | Czas        |
| --- | ------------------ | ------ | ----------- |
| 1.  | Richie Porte       | BMC    | 20h 52' 34" |
| 2.  | Chris Froome       | SKY    | + 39"       |
| 3.  | Jakob Fuglsang     | AST    | + 1' 15"    |
|     |                    |        |             |
| 32. | Michał Kwiatkowski | SKY    | + 8' 30"    |

### Etap 7 - 10.06: Aosta - L’Alpe d’Huez, 168 km
| #   | Zawodnik           | Zespół | Czas       |
| --- | ------------------ | ------ | ---------- |
| 1.  | Peter Kennaugh     | SKY    | 4h 43' 59" |
| 2.  | Ben Swift          | UAE    | + 13"      |
| 3.  | Jesús Herrada      | MOV    | + 1' 11"   |
|     |                    |        |            |
| 38. | Michał Kwiatkowski | SKY    | + 5' 29"   |

| #   | Zawodnik           | Zespół | Czas        |
| --- | ------------------ | ------ | ----------- |
| 1.  | Richie Porte       | BMC    | 25h 38' 29" |
| 2.  | Chris Froome       | SKY    | + 1' 02"    |
| 3.  | Jakob Fuglsang     | AST    | + 1' 15"    |
|     |                    |        |             |
| 32. | Michał Kwiatkowski | SKY    | + 12' 03"   |

### Etap 8 - 11.06: Albertville - Plateau de Solaison, 115 km
| #    | Zawodnik           | Zespół | Czas       |
| ---- | ------------------ | ------ | ---------- |
| 1.   | Jakob Fuglsang     | AST    | 3h 26' 20" |
| 2.   | Daniel Martin      | QST    | + 12"      |
| 3.   | Louis Meintjes     | UAD    | + 27"      |
|      |                    |        |            |
| 107. | Michał Kwiatkowski | SKY    | + 26' 22"  |

| #   | Zawodnik           | Zespół | Czas        |
| --- | ------------------ | ------ | ----------- |
| 1.  | Jakob Fuglsang     | AST    | 29h 05' 54" |
| 2.  | Richie Porte       | BMC    | + 10"       |
| 3.  | Daniel Martin      | QST    | + 1' 32"    |
|     |                    |        |             |
| 43. | Michał Kwiatkowski | SKY    | + 37' 20"   |

## Liderzy klasyfikacji po etapach
| Etap                 | Zwycięzca            | Klasyfikacja generalna | Klasyfikacja górska | Klasyfikacja punktowa · | Klasyfikacja młodzieżowa · | Klasyfikacja drużynowa · |
| -------------------- | -------------------- | ---------------------- | ------------------- | ----------------------- | -------------------------- | ------------------------ |
| 1                    | Thomas De Gendt      | Thomas De Gendt        | Thomas De Gendt     | Thomas De Gendt         | Pierre-Roger Latour        | Lotto Soudal             |
| 2                    | Arnaud Démare        | Thomas De Gendt        | Thomas De Gendt     | Sonny Colbrelli         | Pierre-Roger Latour        | Lotto Soudal             |
| 3                    | Koen Bouwman         | Thomas De Gendt        | Thomas De Gendt     | Arnaud Démare           | Pierre-Roger Latour        | Lotto Soudal             |
| 4                    | Richie Porte         | Thomas De Gendt        | Thomas De Gendt     | Arnaud Démare           | Sam Oomen                  | Movistar Team            |
| 5                    | Phil Bauhaus         | Thomas De Gendt        | Koen Bouwman        | Arnaud Démare           | Sam Oomen                  | Movistar Team            |
| 6                    | Jakob Fuglsang       | Richie Porte           | Koen Bouwman        | Arnaud Démare           | Emanuel Buchmann           | Ag2r-La Mondiale         |
| 7                    | Peter Kennaugh       | Richie Porte           | Koen Bouwman        | Arnaud Démare           | Emanuel Buchmann           | Ag2r-La Mondiale         |
| 8                    | Jakob Fuglsang       | Jakob Fuglsang         | Koen Bouwman        | Arnaud Démare           | Emanuel Buchmann           | Ag2r-La Mondiale         |
| Klasyfikacja końcowa | Klasyfikacja końcowa | Jakob Fuglsang         | Koen Bouwman        | Arnaud Démare           | Emanuel Buchmann           | Ag2r-La Mondiale         |

## Klasyfikacje końcowe

### Klasyfikacja generalna
| M-ce | Zawodnik           | Zespół            | Czas        |
| ---- | ------------------ | ----------------- | ----------- |
| 1.   | Jakob Fuglsang     | Astana Pro Team   | 29h 05' 54" |
| 2.   | Richie Porte       | BMC Racing Team   | + 10"       |
| 3.   | Daniel Martin      | Quick-Step Floors | + 1' 32"    |
| 4.   | Chris Froome       | Team Sky          | + 1' 33"    |
| 5.   | Fabio Aru          | Astana Pro Team   | + 1' 37"    |
| 6.   | Romain Bardet      | Ag2r-La Mondiale  | + 2' 04"    |
| 7.   | Emanuel Buchmann   | Bora-Hansgrohe    | + 2' 32"    |
| 8.   | Louis Meintjes     | UAE Team Emirates | + 3' 12"    |
| 9.   | Alejandro Valverde | Movistar Team     | + 4' 08"    |
| 10.  | Rafael Valls       | Lotto Soudal      | + 4' 40"    |
|      |                    |                   |             |
| 43.  | Michał Kwiatkowski | Team Sky          | + 37' 20"   |

| M-ce | Zawodnik       | Zespół            | Punkty |
| ---- | -------------- | ----------------- | ------ |
| 1.   | Arnaud Démare  | FDJ               | 59     |
| 2.   | Phil Bauhaus   | Team Sunweb       | 47     |
| 3.   | Richie Porte   | BMC Racing Team   | 36     |
| 4.   | Jakob Fuglsang | Astana Pro Team   | 34     |
| 5.   | Ben Swift      | UAE Team Emirates | 32     |

| M-ce | Zawodnik           | Zespół             | Punkty |
| ---- | ------------------ | ------------------ | ------ |
| 1.   | Koen Bouwman       | Team LottoNL-Jumbo | 44     |
| 2.   | Fabio Aru          | Astana Pro Team    | 29     |
| 3.   | Ben Swift          | UAE Team Emirates  | 29     |
| 4.   | Jakob Fuglsang     | Astana Pro Team    | 26     |
| 5.   | Daniel Martin      | Quick-Step Floors  | 24     |
|      |                    |                    |        |
| 23.  | Michał Kwiatkowski | Team Sky           | 4      |

| M-ce | Zawodnik         | Zespół            | Czas        |
| ---- | ---------------- | ----------------- | ----------- |
| 1.   | Emanuel Buchmann | Bora-Hansgrohe    | 29h 08' 26" |
| 2.   | Louis Meintjes   | UAE Team Emirates | + 40"       |
| 3.   | Tiesj Benoot     | Lotto Soudal      | + 5' 31"    |
| 4.   | Adam Yates       | Orica-Scott       | + 6' 30"    |
| 5.   | Sam Oomen        | Team Sunweb       | + 6' 31"    |

| M-ce | Zespół           | Czas        |
| ---- | ---------------- | ----------- |
| 1.   | Ag2r-La Mondiale | 87h 44' 22" |
| 2.   | Lotto Soudal     | + 7' 27"    |
| 3.   | Astana Pro Team  | + 8' 36"    |
| 4.   | Trek-Segafredo   | + 9' 39"    |
| 5.   | Orica-Scott      | + 19' 11"   |